# 시현 (1999년)
시현(본명: 김시현, 1999년 8월 5일 ~ )은 대한민국의 걸 그룹 에버글로우의 리더, 리드보컬을 맡고 있다. PRODUCE 101 시즌1과 PRODUCE 48에 연습생 신분으로 출연한 이력이 있으며, PRODUCE 48에 같이 출연한 이런과 함께 2019년 3월 18일에 에버글로우로 데뷔하였다.

## 학력
- 삼평중학교 (졸업)
- 늘푸른고등학교 (졸업)

## 출연 작품

### 드라마
- 《살롱 드 홈즈》 (ENA, 2025년) - 노윤미 역

### 예능
| 연도      | 방송       | 제목        | 비고                                       |
| --------- | ---------- | ----------- | ------------------------------------------ |
| 2016      | Mnet       | PRODUCE 101 | 참가자                                     |
| 2018      | Mnet       | PRODUCE 48  | 참가자                                     |
| 2019      | SBS        | 런닝맨      | 게스트                                     |
| 2019      | MBC every1 | 대한외국인  | 게스트                                     |
| 2020-2021 | SBS MTV    | 더 쇼 시즌5 | 고정 MC (2020년 2월 11일 ~ 2021년 2월 2일) |